# یائسگی (ژورنال)
یائسگی (انگلیسی: Menopause) یک ژورنال پزشکی علمی است که تمام زمینه‌های پزشکی زنان و پزشکی زایمان را پوشش می‌دهد و به موضوعات مرتبط با یائسگی می‌پردازد. این ژورنال پزشکی در سال ۱۹۹۴ بنیان نهاده شد و توسط شرکت انتشاراتی «لیپینکات ویلیامز اند ویلکینز» منتشر می‌شود. سردبیر آن «آیزاک شیف» (دانشکده پزشکی هاروارد) است. این ژورنا علمی، مجلهٔ رسمی انجمن یائسگی آمریکای شمالی است. بر اساس گزارش‌های استنادی مجلات در سال ۲۰۱۴، ضریب تأثیر این مجله برابر با ۳٫۳۶۱ بود.